# Страхование технических рисков
Страхование технических рисков — вид страхования, имеющий целью обеспечить страховой защитой собственников техники от возможных аварий, а также от необходимости возмещения ущерба третьим лицам.
Появление данного вида страхования вызвано объективными условиями ускорения научно-технического прогресса и связанного с этим увеличения мощности оборудования, сложности технологических процессов. Этому процессу сопутствовал рост числа техногенных аварий и увеличение размера ущерба в результате этих аварий.
В технологически развитых странах число компаний, занимающихся данным видом страхования растёт за последние годы. Например, в Германии этим видом страхования занимаются около 90 страховых компаний. Многие страховые компании осуществляют международное сотрудничество. Для координации и взаимодействия страховых компаний между собой в страховании технических рисков была создана Международная ассоциация страховщиков технических рисков (IMIA).
Специфика страхования технических рисков состоит в том, что для оценки вероятности ущерба и возможных последствий требуется знание техники и технологии наряду с профессионализмом андеррайтеров. Разнообразие видов производства делает невозможным унифицированный подход к страхованию различных технических объектов. Каждый риск должен оцениваться индивидуально, что представляет определённые трудности при расчёте страхового тарифа.
К страхованию технических рисков относятся следующие виды страхования:
- страхование строительно-монтажных рисков;
- страхование машин и промышленных установок;
- страхование передвижных установок;
- страхование электронного оборудования.

В рамках данных видов страхования покрываются риски в процессе строительства объектов и сдачи их в эксплуатацию, а также риски повреждения оборудования в процессе эксплуатации (полис от поломок). В качестве самостоятельного направления осуществляется страхование электронного оборудования: компьютерные системы и сети, а также программные средства, базы данных, информация.